# Miles Robbins
Miles Guthrie Tomalin Robbins, född 4 maj 1992 i New York, är en amerikansk skådespelare. Han är son till skådespelarna Tim Robbins och Susan Sarandon, samt yngre halvbror till skådespelerskan Eva Amurri.
Robbins har bland annat medverkat i filmerna Halloween, Old Dads och Fearless.

## Filmografi (i urval)
- 2018 – Halloween
- 2020 – Fearless
- 2023 – Old Dads